# Sznury (Tomaszów Lubelski)
Sznury – część miasta Tomaszów Lubelski w Polsce położona w województwie lubelskim, w powiecie tomaszowskim. Leżą we wschodniej części miasta.
1 kwietnia 1929 wyłączone z gminy Majdan Górny i włączone do Tomaszowa Lubelskiego.